# Erythrops erythrophthalma
Erythrops erythrophthalma is een aasgarnalensoort uit de familie van de Mysidae. De wetenschappelijke naam van de soort is voor het eerst geldig gepubliceerd in 1864 door Goes.